# Colette Carr
Colette Mary Carr (6 de janeiro de 1991), é uma cantora norte-americana nascida em Los Angeles, Califórnia. Seu primeiro álbum de estúdio foi Skitszo, que possui uma coleção de músicas de anteriores EPs e teve seu lançamento em 9 de julho de 2013.No seu álbum "Never Gonna Happen", o quinto single, lançado em 5 de maio de 2013, alcançou o pico de número onze na Billboard Dance-Club. Seu estilo musical tem sido comparado com o das cantoras Dev e Little Boots.

## Início de vida
Carr cresceu com sua mãe em Malibu, no estado da Califórnia, e tem uma irmã mais velha chamada Nicole.
Carr foi uma competidora de tênis, até sofrer uma lesão que a deixou incapaz de jogar. "Ou eu iria ficar paralisada se continuasse jogando ou procurava um novo destino para mim", disse Carr. A música também era uma paixão para a cantora; "Quando estava crescendo, eu estava ficando obcecada por música. Eu tinha meu walkman em 2007. Eu costumava escrever letras e nome de canções de caneta em todas as paredes. Estava extremamente consumida", disse Carr.

## Carreira

### 2009–10: Começo de carreira eSex Sells Stay Tooned
Descoberta em um concerto do rapper Game, Carr se voluntariou a ir ao palco quando o comediante convidado Story Moyd perguntou se alguém da plateia poderia fazer um freestyle. O público reagiu positivamente com Carr, gritando "Vai, garota branca!". Carr chamou a atenção da plateia e de vários produtores, incluindo The Cataracs, que acabou produzindo várias canções da cantora. Carr lançou seu primeiro single, "Back It Up" em 2009, que rapidamente veio a se tornar um sucesso viral. O videoclipe, dirigido por Richie Mac, recebeu mais de 465,000 visualizações no site de música MTVU da emissora MTV e entrou para o top 10 de videoclipes da semana.